# Gobiosoma homochroma
Gobiosoma homochroma är en fiskart som först beskrevs av Ginsburg, 1939.  Gobiosoma homochroma ingår i släktet Gobiosoma och familjen smörbultsfiskar. IUCN kategoriserar arten globalt som starkt hotad. Inga underarter finns listade i Catalogue of Life.